# Plemberk
Plemberk je naselje v Občini Novo mesto.